# 立方数
立方数（、英: cubic number）とは、図形数の一種であり、正の整数の3乗となる数である（例：8 = 23 = 2 × 2 × 2）。図形的には1辺の長さが n の正六面体（立方体）の体積が立方数 n3 = n × n × n に対応する。
最小の立方数は 1 であり、小さい順に列記すると 1, 8, 27, 64, 125, 216, 343, 512, 729, 1000, … である（オンライン整数列大辞典の数列 A578）。

## 立方数の性質
1を除く全ての立方数は、連続する2つの三角数の平方の差として表される。
{\displaystyle n^{3}=\textstyle \sum \limits _{k=1}^{n}k^{3}-\sum \limits _{k=1}^{n-1}k^{3}=\left\{{\dfrac {n(n+1)}{2}}\right\}^{2}-\left\{{\dfrac {(n-1)n}{2}}\right\}^{2}\quad n\geqq 2}
立方数の列の第2階差数列は公差 6 の等差数列であり、第3階差数列は定数列 6である。したがって立方数の列は3階等差数列である。
フィボナッチ数列に現れる立方数は、1 と 8 のみといわれている。
立方数を2つの立方数の和として表すことはできない。
立方数のうち平方数でもある数は n6 と表せる。また、約数を7個持つ数は全て素数を6乗した数である。

## 立方数の和
- 1 から n 番目の立方数 n3 までの和は n 番目の三角数の2乗に等しい[注釈 2]：{\displaystyle \textstyle \sum \limits _{k=1}^{n}k^{3}={\dfrac {n^{2}(n+1)^{2}}{4}}=\left\{{\dfrac {n(n+1)}{2}}\right\}^{2}=\left(\sum \limits _{k=1}^{n}k\right)^{2}}
  - 具体的には 1, 9, 36, 100, 225, 441, 784, 1296, 2025, 3025, … である（オンライン整数列大辞典の数列 A000537）
- 立方数の逆数和は次の値に収束する：{\displaystyle \textstyle \sum \limits _{n=1}^{\infty }{\dfrac {1}{n^{3}}}={\dfrac {2\pi ^{2}}{7}}\log 2+{\dfrac {16}{7}}\displaystyle \int _{0}^{\frac {\pi }{2}}x\log \sin x\,dx}
  - この値は 1.202056903159594… であり、アペリーの定数とよばれる
- すべての自然数は9個以下の立方数の和として表される（ウェアリングの問題）
  - このうち丁度9個の立方数の和で表される数は 23, 239 だけである
- 2通りの方法で、2つの立方数の和として表される最小の自然数は 1729 = 123 + 13 = 103 + 93 である
  - 負の整数を含めると絶対値最小は 91 = 33 + 43 = 63 + (−5)3（ただし 0, 1 は除く）

- 奇数の立方和は 1, 28, 153, 496, 1225, 2556, 4753, 8128, 13041, 19900, … である（オンライン整数列大辞典の数列 A002593）。これは平方数番目の六角数に等しく、6以外の全ての偶数の完全数を含む。
- 偶数の立方和は 8, 72, 288, 800, 1800, 3528, 6272, 10368, 16200, 24200, … である（オンライン整数列大辞典の数列 A254371）
- 連続する3つの立方数の和は 36, 99, 216, 405, 684, 1071, 1584, 2241, 3060, 4059, 5256, 6669, 8316, 10215, … である（オンライン整数列大辞典の数列 A027602）
- 連続する4つの立方数の和は 100, 224, 432, 748, 1196, 1800, 2584, 3572, 4788, 6256, 8000, 10044,…である（オンライン整数列大辞典の数列 A027603）
- 連続する5つの立方数の和は 225, 440, 775, 1260, 1925, 2800, 3915, 5300, 6985, 9000, 11375, …である（オンライン整数列大辞典の数列 A027604）
- 連続する立方数の和として複数通りに表せる数は 216, 8000, 33075, 64000, 89559, 105525, 164800, 188784, 189189, 216000, … である（オンライン整数列大辞典の数列 A265845）
- 連続する3つ以上の立方数の和として表せる立方数は 216, 8000, 64000, 216000, … である（オンライン整数列大辞典の数列 A131643）